# Обикновена зелена сврака
Обикновена зелена сврака (Cissa chinensis) е вид птица от семейство Вранови (Corvidae).

## Разпространение
Видът е разпространен в Бутан, Виетнам, Индия, Индонезия, Камбоджа, Китай, Лаос, Малайзия, Мианмар, Непал и Тайланд.